# Coupe du monde de kin-ball 2007
La Coupe du monde de kin-ball 2007 est la quatrième édition organisée par la FIKB. Elle a lieu pour la première fois en Espagne à Bilbao du 31 octobre au 3 novembre.

## Équipes qualifiées pour la phase finale
| Homme Asie - Japon Amérique du Nord - Canada Europe - Espagne - France - Belgique - Allemagne - Danemark | Femme Asie - Japon Amérique du Nord - Canada Europe - Espagne - France - Belgique - Allemagne |

Localisation :

## Matches

### Phase de groupes[1]
Match Homme
|                | Allemagne | Allemagne | Allemagne | Belgique | Belgique | Belgique | Japon | Japon | Japon | Bilbao, Espagne 31 octobre 2007 |
| Scores         | 17        | 29        | 46        | 17       | 30       | 46       | 20    | 31    | 52    | Bilbao, Espagne 31 octobre 2007 |
| Points         | 0         | 0         | 4         | 0        | 1        | 4        | 1     | 0     | 10    | Bilbao, Espagne 31 octobre 2007 |
| Esprit sportif | 0A        | 0A        | 5         | 0A       | 0A       | 5        | 0A    | 0A    | 5     | Bilbao, Espagne 31 octobre 2007 |
| Total          | 9         | 9         | 9         | 9        | 9        | 9        | 16    | 16    | 16    | Bilbao, Espagne 31 octobre 2007 |

|                | France | France | France | Canada | Canada | Canada | Japon | Japon | Japon | Bilbao, Espagne 31 octobre 2007 |
| Scores         |        |        | 51     |        |        | 53     |       |       | 52    | Bilbao, Espagne 31 octobre 2007 |
| Points         | 0      | 0      | 2      | 1      | 1      | 10     | 0     | 0     | 6     | Bilbao, Espagne 31 octobre 2007 |
| Esprit sportif | 0A     | 0A     | 5      | 0A     | 0A     | 5      | 0A    | 0A    | 5     | Bilbao, Espagne 31 octobre 2007 |
| Total          | 7      | 7      | 7      | 17     | 17     | 17     | 11    | 11    | 11    | Bilbao, Espagne 31 octobre 2007 |

Classement Homme 
|     | Equipe    | Point | Match1 | Match2 | Match3 |
| --- | --------- | ----- | ------ | ------ | ------ |
| 1er | Canada    | 51    | 17     | 17     | 17     |
| 2e  | Japon     | 45    | 17     | 11     | 17     |
| 3e  | France    | 34    | 7      | 11     | 16     |
| 4e  | Belgique  | 32    | 9      | 12     | 11     |
| 5e  | Danemark  | 28    | 10     | 7      | 11     |
| 6e  | Allemagne | 27    | 9      | 7      | 11     |
| 7e  | Espagne   | 25    | 7      | 11     | 7      |

Classement Femme
|     | Equipe    | Point | Match1 | Match2 | Match3 |
| --- | --------- | ----- | ------ | ------ | ------ |
| 1er | Canada    | 51    | 17     | 17     | 17     |
| 2e  | Japon     | 36    | 11     | 9      | 17     |
| 3e  | France    | 35    | 17     | 10     | 9      |
| 4e  | Belgique  | 35    | 9      | 16     | 11     |
| 5e  | Allemagne | 27    | 11     | 9      | 7      |
| 6e  | Espagne   | 23    | 7      | 7      | 9      |

### Phase Finale
Finale Homme
|                | France | France | France | Canada | Canada | Canada | Japon | Japon | Japon | Bilbao, Espagne 2 novembre 2007 |
| Scores         | 22     | 45     | 69     | 24     | 51     | 80     | 22    | 44    | 71    | Bilbao, Espagne 2 novembre 2007 |
| Points         | 0      | 0      | 2      | 1      | 1      | 10     | 0     | 0     | 6     | Bilbao, Espagne 2 novembre 2007 |
| Esprit sportif | 0A     | 0A     | 5      | 0A     | 0A     | 5      | 0A    | 0A    | 5     | Bilbao, Espagne 2 novembre 2007 |
| Total          | 7      | 7      | 7      | 17     | 17     | 17     | 11    | 11    | 11    | Bilbao, Espagne 2 novembre 2007 |